# Funcionalismo radical
El funcionalismo radical es una corriente de la arquitectura mexicana que comienza a desarrollarse a finales de la década de 1920. Dicha corriente toma mayor fuerza durante la siguiente década con proyectos de vivienda obrera y los primeros programas de construcción de escuelas puestos en marcha por la recién creada Secretaria de Educación Pública, se extendió hasta mediados del siglo XX con los programas de construcción de hospitales, y los primeros multifamiliares. Su principal promotor fue el arquitecto Juan O'Gorman, quien junto con Juan Legarreta y Álvaro Aburto definen sus principios: una arquitectura de acuerdo a las necesidades y los materiales del país, todo para volver la vida más cómoda, practica y funcional. Y así construyeron escuelas, hospitales y vivienda por todo el país.

## Primera obra funcionalista en México
Para la década de los veinte en México, usualmente los edificios habitacionales no eran considerados exclusivamente para dar albergue, una necesidad fundamental para el funcionalismo; sino que también contenían expresiones artísticas, por lo cual no podrían ser consideradas funcionales. Juan O'gorman aplica el concepto de «máximo de eficiencia por mínimo de esfuerzo o costo», una propuesta para enfrentar las condiciones de miseria, pobreza y limitación de recursos en el país, después de la Revolución Mexicana. El proceso creativo dependía de la función, «la función determina la forma», se imitó la política aplicada en la Unión de Repúblicas Socialistas Soviéticas, "atender lo primordial y no lo superfluo".
El trabajo de O'Gorman consistió esencialmente en la relación de 3 técnicas: «técnica de la construcción, que era el conocimiento de los diversos tipos de estructura; técnica de la distribución, la que permitía que los edificios funcionaran bien por su dimensión, circulación y distribución conveniente y, por último, técnica de las instalaciones, esto es, la solución práctica de las necesidades de instalaciones, equipos y maquinaria». Rodríguez Prampolini, Ida (1982). «ciclo 25 años del ipn y 30 años de
la esia». Juan O´Gorman, arquitecto y pintor. Unidad Profesional Zacatenco. p. 107.  En la búsqueda de una arquitectura de carácter nacional, fácil de construir y que diera solución a las necesidades de la población, incorpora requerimiento de bienestar, higiene y economía y elimina cualquier tipo de adorno o elemento que no fuera útil, "era necesario que la arquitectura se desnudara de cualquier adorno".
En 1929 Juan O'gorman construye para su padre, el pintor Cecil O'Gorman una casa en Palmas #81, San Ángel en la Ciudad de México. Aquí O'Gorman aplica sus teorías respecto al funcionalismo, esta obra marca el principio del funcionalismo radical en México.

## Influencia de la Bauhaus
En 1938 se celebra en la Academia de San Carlos el Congreso Internacional de Arquitectos, por este motivo llega a México, por primera vez, el arquitecto suizo Hannes Meyer, el segundo director de la Bauhaus de Dessau sucesor de Walter Gropius. Meyer dictó un par de conferencias en San Carlos y a partir de ahí entró en contacto con un grupo de arquitectos y artistas simpatizantes del funcionalismo entre ellos Raul Cacho, Enrique Yáñez, Carlos Leduc y Jose Luis Cuevas Pietrasanta.
El presidente Lázaro Cárdenas invitó oficialmente a Hannes Meyer para crear y dirigir el Instituto de Urbanismo y Planificación del Instituto Politécnico Nacional, a partir de 1939 vivió cerca de diez años en México. Sus discípulos Klaus Grabe y Michael Van Buren decidieron vivir en México y crearon una pequeña empresa de muebles con el nombre Grabe & Van Buren.

## Principales exponentes
- Juan O'Gorman
- Juan Legarreta
- Álvaro Aburto
- Carlos Leduc
- Domingo Garcia Ramos
- Hannes Meyer
- Enrique Yáñez
- Raul Cacho
- Alfonso Arai